# Karl Espley
Karl Espley (ur. 24 marca 1986 w Stoke-on-Trent) – angielski piłkarz grający na pozycji pomocnika, reprezentant Brytyjskich Wysp Dziewiczych.

## Życiorys
W sezonie 2006/2007 grał w Alsager Town, po czym został zawodnikiem Newcastle Town. W 2010 roku wraz z klubem awansował do Northern Premier League Division One South (ósmy poziom rozgrywkowy). W sezonie 2011/2012 był piłkarzem Stafford Rangers, w którym w okresie kontuzji Paula Donnelly’ego pełnił funkcję kapitana. W sezonie 2012/2013 grał w Kidsgrove Athletic, a w latach 2013–2015 był zawodnikiem Leek Town. Następnie wrócił do Kidsgrove Athletic.
Czterokrotnie wystąpił w reprezentacji Brytyjskich Wysp Dziewiczych. Zadebiutował 26 marca 2015 roku w przegranym 2:3 meczu z Dominiką w pierwszej rundzie eliminacji strefy CONCACAF do Mistrzostwa Świata w Piłce Nożnej 2018. Trzy dni później zagrał w zremisowanym 0:0 meczu z Dominiką. W 2016 roku dwukrotnie wystąpił w reprezentacji w ramach kwalifikacji do Złotego Pucharu CONCACAF (0:3 z Martyniką i 0:7 z Dominiką).